# ذی ناعم (یمن)
 ذی ناعم  دهستانی است در ناحیهٔ (بلاد البیضاء)، در شمال غربی ذی نائم، از توابع استان ذَمار در کشور یمن در شبه جزیره عربستان. 
جمعیت آن ۹۸۹ نفر (۱۹ خانوار) می‌باشد.

## روستاها
روستاهای توابع این دهستان عبارتند از:
- روستای المنقطع.
- روستای الدربعاء.
- روستای طیاب.
- روستای الکحیل.
- روستای الرباط.
- روستای ذی مجرا عامر.